# Grimoald al IV-lea de Benevento

Schiţă a unui denarius al lui Grimoald

Grimoald al IV-lea (d. 817), a fost principe longobard Benevento de la 806 până la moarte.
Grimoald a fost fiul lui Ermenrih, numit Falco. El ocupa funcția de thesaurarius (trezorier) înainte de a deveni principe la moartea lui Grimoald al III-lea, preluând domnia de la fiul lui Grimoald, Ilderic.
În 812, Grimoald a fost nevoit să plătască suma de 25.000 solidi ca tribut lui Carol cel Mare. În 814, el a garantat un tribut anual de 7.000 solidi urmașului lui Carol, Ludovic Piosul. Aceste promisiuni nu au fost totuși nciodată puse în practică, iar succesorul său, Sico I, a acordat aceleași garanții fără să le acopere. În practică, beneventinii erau deja independeți, iar până la sfârșitul secolului al IX-lea ei nu vor recunoaște vasalitatea față de Imperiul occidental. Grimoald a murit asasinat în 817, în urma unui complot al nobililor din jurul tronului.